# 阮輝⿰亻冏
阮輝（越南语：／，1734年—1785年），又名阮（越南语：／），越南後黎朝官員、學者。

## 生平
阮輝是羅山縣萊石社（今屬河靜省干祿縣金雙長社）人，生於龍德三年（1734年）二月十九日。父親阮輝僦，母親爲阮輝僦側室陳氏（1703年－1781年）。長兄阮輝𠐓爲後黎朝官員和作家。
阮輝五歲時開始學習，至八歲已能做詩文。
景兴四十六年（1785年）六月十日，阮輝在任上逝世。

## 著作
阮輝的著作中依然存世的有《廣順道史集》。